# Häfeli DH-2
Le Häfeli DH-2 est un avion de reconnaissance biplan biplace suisse conçu par August Häfeli et  construit par les Ateliers fédéraux de construction (A+C) de Thoune en 1916.

## Historique
Après le Häfeli DH-1 plutôt médiocre, l'ingénieur Häfeli étudie un avion biplan avec moteur avant et hélice tractrice. Une pré-serie de six avions est lancée mais les qualités de vol décevantes font qu'il n'y aura pas de construction en série. Le dernier DH-2, trop vieux, est réformé en 1922.